# أولغا كوربوت
أولغا كوربوت (Olga Korbut) (الروسية: О́льга Валенти́новна Ко́рбут) هي لاعبة جمباز أولمبية من الاتحاد السوفييتي. شاركت في الأولمبياد الصيفي في 1972–1976، وفازت بما مجموعه 6 ميداليات.
اشتهرت اللاعبة السوفيتية أولغا كوربوت التي فازت بأربع ميداليات ذهبية أولمبية، بحركبهلونية عرفت بقفزة كوربوت، وهي قفزة خلفية تؤديها على العارضتين المتوازيتين غير المتساويتين، بدءًا من وضع الوقوف على العارضة العالية ثم الإمساك بنفس العارضة والتأرجح. سميت على اسم كوربوت لأنها كانت أول من أدى هذه المهارة في مسابقة دولية في عام 1972، ومنذ ذلك الحين أصبحت هذه الحركة غير قانونية في قانون النقاط الأوليمبي. بعد المنافسة الأوليمبية لعام 1972، التقت أيضًا بالرئيس الأمريكي ريتشارد نيكسون في البيت الأبيض. وعن هذا الاجتماع، قالت كوربوت: "أخبرني أن أدائي في ميونيخ كان له تأثير أكبر في الحد من التوتر السياسي خلال الحرب الباردة بين بلدينا مقارنة بما تمكنت السفارات من فعله في خمس سنوات.

## الميداليات
| ذهب | فضة | برونز | المجموع |
| 4   | 2   | 0     | 6       |

## روابط خارجية
- أولغا كوربوت على موقع IMDb (الإنجليزية)
- أولغا كوربوت على موقع الموسوعة البريطانية (الإنجليزية)
- أولغا كوربوت على موقع الموسوعة البريطانية (الإنجليزية)
- أولغا كوربوت على موقع إن إن دي بي (الإنجليزية)
- أولغا كوربوت على موقع الاتحاد الدولي للجمباز (licence) (الإنجليزية)
- أولغا كوربوت على موقع الاتحاد الدولي للجمباز (biography) (الإنجليزية)
- أولغا كوربوت على موقع اللجنة الأولمبية الدولية (الإنجليزية)
- أولغا كوربوت على موقع أوليمبيديا (الإنجليزية)